# Eduard Stiefel
Eduard Stiefel (Zurigo, 21 aprile 1909 – Zurigo, 25 novembre 1978) è stato un matematico svizzero, insieme a Cornelius Lanczos e Magnus Hestenes, inventò il metodo del gradiente coniugato e diede quella che ora si intende essere una (parziale) costruzione delle classi di Stiefel-Whitney definite su un fibrato vettoriale reale, fondando così lo studio delle classi caratteristiche.

## Opere
- "Direction fields and teleparallelism in n-dimensional manifolds," tesi di laurea tradotta da D. H. Delphenich